# Johan George III van Saksen
Johan George III van Saksen (Dresden, 20 juni 1647 - Tübingen, 12 september 1691) was van 1680 tot aan zijn dood keurvorst van Saksen. Hij behoorde tot de Albertijnse linie van het huis Wettin.

## Levensloop
Johan George III was de enige zoon van keurvorst Johan George II van Saksen en diens echtgenote Magdalena Sybilla, dochter van markgraaf Christiaan van Brandenburg-Bayreuth. Vanaf zijn zestiende werd hij door zijn vader betrokken bij de regeringszaken en in 1672 werd hij aangesteld tot landvoogd van Opper-Lausitz. Van 1674 tot 1678 leidde hij in de Hollandse Oorlog de Saksische hulptroepen.
In 1680 volgde hij zijn vader op als keurvorst van Saksen. Hij voerde onmiddellijk een drastische verkleining van zijn hofhouding door en begon naar het voorbeeld van het keurvorstendom Brandenburg met de uitbouw van een staand leger van 12.000 man. Ook stichtte hij een geheime oorlogskanselarij. Johan George verwaarloosde echter de binnenlandse politiek van Saksen. In plaats daarvan hield hij zich bezig met oorlog, reizen en jachtpartijen. 
In 1685 werd het oude stadsdeel van Dresden verwoest door een brand. Vervolgens gaf Johan George III aan bouwmeesters Wolf Caspar von Klengel en Balthasar Permoser de opdracht om het stadsdeel in de barokstijl herop te bouwen. Hij had eveneens een grote voorliefde voor Italiaanse muziek en theater. In 1685 ontmoette hij in Venetië de Italiaanse operazangeres Margherita Salicota. Zij werd Johan Georges minnares en werd door hem naar Dresden gehaald, waar ze de Italiaanse opera moest doen herleven.
In de buitenlandse politiek gaf hij de relaties met de Franse kroon op en deed hij daadkrachtige pogingen om Brandenburg en andere Duitse vorsten van een oorlog tegen de Franse agressor te overtuigen. In februari 1681 sloot hij een verdedigingsalliantie met keurvorst Frederik Willem van Brandenburg.
Aan het keizerlijk hof van de Habsburgers werd Johan George als een bondgenoot beschouwd, maar desondanks werd er ook wantrouwig naar hem gekeken. Hierdoor was hij niet in staat om bij de verwachte Ottomaanse invasie het opperbevel van de keizerlijke troepen te bemachtigen en kreeg hij niet de middelen die hij nodig had voor het onderhoud van zijn hulptroepen. Pas toen de situatie in 1683 door het Beleg van Wenen steeds uitzichtlozer werd, kreeg hij van keizer Leopold I de nodige financiële ondersteuning.
In de Grote Turkse Oorlog voerde Johan George III op eigen kracht een leger van 10.400 man aan. Dit leidde tot weerstand van de Staten, die erop wezen dat deze kostelijke actie de financiën van Saksen geen goed deden. Ook hadden ze kritiek op het feit dat Johan George de katholieke keizer steunde, die vaak hard opgetreden had tegen het protestantisme in Saksen. Nabij Tulln an der Donau vervoegde hij de keizerlijke troepen, die de belegerde stad Wenen gingen ontzetten. Op 12 september 1683 nam hij deel aan de Slag bij Kahlenberg, waarbij hij de linkervleugel commandeerde en een grote dapperheid demonstreerde. Na de keizerlijke overwinning begeleidde hij keizer Leopold I bij diens intrede in Wenen. Daarna marcheerde hij met zijn troepen terug naar Saksen. In 1686 ondersteunde hij keizer Leopold I opnieuw in de Grote Turkse Oorlog en stuurde hij een hulpleger van 5.000 man naar Hongarije. Ook verhuurde hij in 1685 troepen aan de Republiek Venetië en stelde hij de Republiek der Zeven Verenigde Nederlanden in 1688 10.000 soldaten ter beschikking.
In 1686 werd Johan George geen lid van de Liga van Augsburg tegen Frankrijk. Wel reisde hij in april 1688 naar Den Haag om samen met Willem III van Oranje, hertog George Willem van Brunswijk-Lüneburg en keurvorst Frederik Willem van Brandenburg militaire stappen te bespreken tegen de Franse koning Lodewijk XIV. Ook gaf Johan George geen directe steun aan Willems machtsovername in Engeland. 
Bij de uitbraak van de Negenjarige Oorlog voerde hij in 1689 persoonlijk de Saksische hulptroepen aan, waarbij hij de bescherming van Franken op zich nam. Hij verenigde zijn troepen met het leger van Karel V van Lotharingen en nam deel aan de belegering van Mainz. Wegens ziekte moest hij het oorlogstoneel verlaten, maar in mei 1690 keerde hij tegen het advies van zijn artsen in terug en nam hij het opperbevel van het Keizerlijk Leger op zich. Nadat Johan George een epidemische ziekte had opgelopen, dysenterie of de pest, werd hij in september 1691 naar Tübingen overgebracht. Het was daar dat hij op 44-jarige leeftijd stierf. Hij werd bijgezet in de Dom van Freiberg.

## Huwelijk en nakomelingen
Op 9 oktober 1666 huwde Johan George III met Anna Sophia (1647-1717), dochter van koning Frederik III van Denemarken. Ze kregen twee zonen:
- Johan George IV (1668-1694), keurvorst van Saksen
- Frederik August (1670-1733), keurvorst van Saksen en onder de naam August II koning van Polen

Ook kregen hij en zijn minnares Margherita Salicola een buitenechtelijke zoon:
- Johann Georg Maximilian von Fürstenhoff (1686-1753), architect in Dresden

## Voorouders
| Overgootouders                          | Keurvorst Christiaan I van Saksen (1560–1591) ∞ 1582 Sophia van Brandenburg (1568–1622)                        | Keurvorst Christiaan I van Saksen (1560–1591) ∞ 1582 Sophia van Brandenburg (1568–1622)                        | Hertog Albrecht Frederik van Pruisen (1553–1618) ∞ 1573 Maria Eleonora van Gulik (1550–1608)                   | Hertog Albrecht Frederik van Pruisen (1553–1618) ∞ 1573 Maria Eleonora van Gulik (1550–1608)                   | Keurvorst Johan Georg van Brandenburg (1525–1598) ∞ 1548 Sabina van Ansbach (1529–1575)                        | Keurvorst Johan Georg van Brandenburg (1525–1598) ∞ 1548 Sabina van Ansbach (1529–1575)                        | Hertog Albrecht Frederik van Pruisen (1553–1618) ∞ 1573 Maria Eleonora van Gulik (1550–1608)                   | Hertog Albrecht Frederik van Pruisen (1553–1618) ∞ 1573 Maria Eleonora van Gulik (1550–1608)                   |
| Grootouders                             | Keurvorst Johan George I van Saksen (1585–1656) ∞ 1607 Magdalena Sibylla van Pruisen (1586-1659)               | Keurvorst Johan George I van Saksen (1585–1656) ∞ 1607 Magdalena Sibylla van Pruisen (1586-1659)               | Keurvorst Johan George I van Saksen (1585–1656) ∞ 1607 Magdalena Sibylla van Pruisen (1586-1659)               | Keurvorst Johan George I van Saksen (1585–1656) ∞ 1607 Magdalena Sibylla van Pruisen (1586-1659)               | Markgraaf Christiaan van Brandenburg-Bayreuth (1581–1655) ∞ 1604 Marie van Pruisen (1579-1649)                 | Markgraaf Christiaan van Brandenburg-Bayreuth (1581–1655) ∞ 1604 Marie van Pruisen (1579-1649)                 | Markgraaf Christiaan van Brandenburg-Bayreuth (1581–1655) ∞ 1604 Marie van Pruisen (1579-1649)                 | Markgraaf Christiaan van Brandenburg-Bayreuth (1581–1655) ∞ 1604 Marie van Pruisen (1579-1649)                 |
| Ouders                                  | Keurvorst Johan George II van Saksen (1613–1680) ∞ 1638 Magdalena Sybilla van Brandenburg-Bayreuth (1612-1687) | Keurvorst Johan George II van Saksen (1613–1680) ∞ 1638 Magdalena Sybilla van Brandenburg-Bayreuth (1612-1687) | Keurvorst Johan George II van Saksen (1613–1680) ∞ 1638 Magdalena Sybilla van Brandenburg-Bayreuth (1612-1687) | Keurvorst Johan George II van Saksen (1613–1680) ∞ 1638 Magdalena Sybilla van Brandenburg-Bayreuth (1612-1687) | Keurvorst Johan George II van Saksen (1613–1680) ∞ 1638 Magdalena Sybilla van Brandenburg-Bayreuth (1612-1687) | Keurvorst Johan George II van Saksen (1613–1680) ∞ 1638 Magdalena Sybilla van Brandenburg-Bayreuth (1612-1687) | Keurvorst Johan George II van Saksen (1613–1680) ∞ 1638 Magdalena Sybilla van Brandenburg-Bayreuth (1612-1687) | Keurvorst Johan George II van Saksen (1613–1680) ∞ 1638 Magdalena Sybilla van Brandenburg-Bayreuth (1612-1687) |
| Johan George III van Saksen (1647–1691) | | | | | | | | |